# Child Is Father to the Man
| Recensione                        | Giudizio        |
| --------------------------------- | --------------- |
| AllMusic                          | [ 2 ]           |
| The New Rolling Stone Album Guide | [ 3 ]           |
| Sputnikmusic                      | 4.0 (Excellent) |
| Dizionario del Pop-Rock           | [ 5 ]           |
| 24.000 dischi                     | [ 6 ]           |

Child Is Father to the Man è il primo album discografico del gruppo di jazz-rock statunitense Blood, Sweat & Tears, pubblicato dalla casa discografica Columbia Records nel marzo del 1968.

## Tracce
Lato A
1. Overture – 1:32 (Al Kooper)
2. I Love You More Than You'll Ever Know – 5:58 (Al Kooper)
3. Morning Glory – 4:15 (Larry Beckett, Tim Buckley)
4. My Days Are Numbered – 3:19 (Al Kooper)
5. Without Her – 2:42 (Harry Nilsson)
6. Just One Smile – 4:38 (Randy Newman)

Lato B
1. I Can't Quit Her – 3:38 (Al Kooper, Irwin Levine)
2. Meagan's Gypsy Eyes – 3:24 (Steve Katz)
3. Somethin' Goin' On – 8:01 (Al Kooper)
4. House in the Country – 3:05 (Al Kooper)
5. The Modern Adventures of Plato, Diogenes and Freud – 4:13 (Al Kooper)
6. So Much Love / Underture – 4:44 (Gerry Goffin, Carole King)

Edizione CD del 2000, pubblicato dalla Columbia/Legacy Records (CK 63987)
1. Overture – 1:32 (Al Kooper) – Registrato l'11 dicembre 1967
2. I Love You More Than You'll Ever Know – 5:57 (Al Kooper) – Registrato il 12 dicembre 1967
3. Morning Glory – 4:16 (Larry Beckett, Tim Buckley) – Registrato il 12 dicembre 1967
4. My Days Are Numbered – 3:19 (Al Kooper) – Registrato il 13 dicembre 1967
5. Without Her – 2:41 (Harry Nilsson) – Registrato il 12 dicembre 1967
6. Just One Smile – 4:38 (Randy Newman) – Registrato il 15 dicembre 1967
7. I Can't Quit Her – 3:39 (Al Kooper, Irwin Levine) – Registrato il 16 dicembre 1967
8. Meagan's Gypsy Eyes – 3:24 (Steve Katz) – Registrato il 15 dicembre 1967
9. Somethin' Goin' On – 8:00 (Al Kooper) – Registrato il 20 dicembre 1967
10. House in the Country – 3:05 (Al Kooper) – Registrato il 16 dicembre 1967
11. The Modern Adventures of Plato, Diogenes and Freud – 4:12 (Al Kooper) – Registrato il 20 dicembre 1967
12. So Much Love / Underture – 4:48 (Gerry Goffin, Carole King) – Registrato il 15 dicembre 1967
13. Refugee from Yuhpitz (Brano strumentale) – 3:46 (Al Kooper) – Bonus Tracks - Mono - Registrato l'11 novembre 1967
14. I Love You More Than You'll Ever Know – 5:54 (Al Kooper) – Bonus Track - Mono - registrato l'11 novembre 1967
15. The Modern Adventures of Plato, Diogenes and Freud – 4:48 (Al Kooper) – Bonus Track - Mono - Registrato l'11 novembre 1967

## Formazione

### Formazione ufficiale
- Al Kooper - voce, organo, piano
- Steve Katz - chitarra, liuto
- Jim Fielder - basso
- Bobby Colomby - batteria, percussioni, voce
- Randy Brecker - tromba, flicorno
- Jerry Weiss - tromba, flicorno
- Dick Halligan - trombone
- Fred Lipsius - sassofono

### Ospiti
- John Simon - pianoforte (mendes) (brano: Without Her)
- Ztak Evets - chitarra solista (brano: My Days Are Numbered)
- Al Gorgoni - chitarra (brano: Without Her)
- Fred Catero - arrangiamenti (brano: Without Her)
- Fred Catero - effetti sonori (brano: So Much Love / Underture)
- BST&T String Ensemble (brani: Overture / The Modern Adventures of Plato, Diogenes and Freud)
- Doug James - shaker (brano: I Can't Quit Her)
- Larry Waterman - effetti sonori (hisses) (brano: House in the Country)
- Penny Gladstone - urla (brano: House in the Country)
- Soul Chorus - cori (brani: I Can't Quit Her e So Much Love / Underture)
- Componenti BST&T String Ensemble:
- Gene Orloff - violino
- Leon Kruczek - violino
- Paul Gershman - violino
- Harry Lookofsky - violino
- Julie Held - violino
- Manny Green - violino
- Anahid Ajemian - violino
- Harry Katzman - violino
- Manny Vardi - viola
- Harold Colletta - viola
- Charles McCracken - violoncello
- Alan Schulman - violoncello
- Melba Moorman - accompagnamento vocale, cori
- Valerie Simpson - accompagnamento vocale, cori

## Classifica
Album
| Anno | Classifica      | Posizione raggiunta |
| ---- | --------------- | ------------------- |
| 1968 | Billboard 200   | 47                  |
| 1968 | Official Charts | 40                  |